# Francisco Romero Gamarra
Francisco Romero Gamarra (Vilafranca del Penedès, 14 d'agost de 1974) és un enginyer de telecomunicacions i polític català, membre del Partit dels Socialistes de Catalunya. Des de juny de 2023 és Alcalde de Vilafranca del Penedès. Ja ho havia sigut anteriorment l'any 2009.

## Biografia
Casat i amb dues filles, ha anat compaginant la feina professional amb la política durant diversos anys. Després d'acabar la llicenciatura universitària d'Enginyeria de telecomunicacions va entrar a treballar a diverses empreses multinacionals, va ampliar la seva formació cursant un Màster en Direcció i Administració d'Empreses i ha treballat a la Universitat Politècnica com a professor. Ha sigut directiu a l'empresa IBM Spain, des d'on ha coordinat el programa de Ciutats Digitals. Des del 1999 ha ostentat càrrecs polítics a l'Ajuntament de Vilafranca del Penedès.

### Trajectòria política
Va començar l'activitat política com a simpatitzant del Partit dels Socialistes l'any 1993, i des de l'any 1996 com a militant. Ha estat regidor de l'Ajuntament de Vilafranca des de 1999, ha sigut tinent d'alcalde i portaveu del govern i ha ostentat les delegacions d'Hisenda, Urbanisme, Obres i Projectes, Treball, Organització, Recursos Humans i Joventut, fins a arribar a ser Alcalde l'any 2009. Va ser membre de l'Executiva Nacional del PSC entre 2014 i 2019. Ha sigut també Primer Tinent d'Alcalde de l'Ajuntament de Vilafranca, d'Acció Territorial i Serveis Urbans i Regidor de Planificació, Innovació i Acció Territorial, iPortaveu del Grup Comarcal Socialista del Consell Comarcal de l'Alt Penedès. És primer secretari del Partit dels Socialistes a Vilafranca del Penedès i Vice-primer Secretari de la Federació X Alt Penedès – Garraf. És l'autor del llibre Política 4.0 per a millennials de l'editorial Letrame, editat l'any 2019 en català i castellà. El 2023 va guanyar les eleccions municipals a Vilafranca, esdevenint Alcalde d'aquesta vila.